# Ella Gabri
Ella Gabri (* um 1865; † nach 1939) war eine Theaterschauspielerin.

## Leben
Ella Gabri begann ihre schauspielerische Laufbahn 1886 in Bromberg, setzte dieselbe 1887 in Breslau (Lobetheater) fort, kam 1888 ans Hoftheater Altenburg, wo sie drei Jahre verblieb, wirkte 1892 und 1893 am Hoftheater Coburg, von 1894 bis 1897 am Theater des Westens in Berlin, und trat 1898 in den Verband des Stadttheaters in Breslau.
Gabri war eine Darstellerin von reicher Veranlagung und hatte sich an der Wiedergabe moderner Stücke erfolgreich beteiligt. Herbe, selbstbewusste Frauengestalten fanden in ihr eine vortreffliche Repräsentantin.
Im ersten Jahrzehnt des 20. Jahrhunderts wirkte Ella Gabri an mehreren hauptstädtischen Bühnen, darunter das Neue Theater und das Lessingtheater. Noch vor Ausbruch des Ersten Weltkriegs folgte die Künstlerin einem Ruf nach Dessau, um am Herzoglichen Hoftheater aufzutreten. Dieser Spielstätte blieb sie auch nach dem Krieg, als die Bühne in Friedrich-Theater umbenannt wurde, viele Jahre lang treu. Erst 1938 verließ die betagte Schauspielerin das Ensemble und ging in den Ruhestand. Ella Gabris Spur verliert sich in der Frühzeit des Zweiten Weltkriegs.